# György Sárosi
György Sárosi (Budapest, 16 de septiembre de 1912-Génova, 20 de junio de 1993) fue un futbolista y entrenador húngaro. Se desempeñaba en la posición de delantero. György Sárosi marcó en toda su carrera 550 goles en 556 partidos oficiales y 734 goles en total.

## Biografía
Nació en la capital de Hungría el 16 de septiembre de 1912 y fue bautizado Gyorgy Stefanicsics, aunque años después se cambió el apellido a Sárosi para que sonara más húngaro. De padre magiar y madre italiana, algunos de sus hermanos estaban implicados en el deporte: Bela también era futbolista, mientras que László fue jugador de waterpolo.
György entró en la cantera del Ferencváros con 15 años. En principio estudió para abogado y no se tomó el fútbol en serio, pero su padre lo obligó a hacerse jugador profesional por la difícil situación económica familiar.
Debutó en el primer equipo en 1931, a los 18 años, y en principio ocupó la demarcación de defensa central, aunque pronto destacó por ser un delantero goleador que ayudaba en todas las posiciones del campo. En su primera temporada el club fue campeón y ganador de todos los partidos del campeonato, situación que no se ha repetido hasta la fecha. Sárosi fue definido por el técnico Zoltan Blum como un futbolista fuerte, rápido, pijudο y de talento para el juego aéreo.
En toda la carrera profesional marcó 851 tantos en 383 encuentros oficiales y cosechó un palmarés de cinco ligas nacionales, cinco copas húngaras y la Copa Invento de 1937, donde además fue máximo artillero. En cuanto a la selección de Hungría, disputó dos Copas Mundiales en sus ediciones de 1934 y 1938, en la que fue capitán y llegó hasta una final donde cayeron derrotados por Italia. No obstante, su momento más memorable a nivel internacional sucedió en 1937, cuando marcó siete goles al portero checo František Plánička, el mejor de su generación, en una contundente victoria magiar sobre Checoslovaquia por 8:3.
Se retiró en 1948, tras dieciocho temporadas exclusivamente en el Ferencváros. Actualmente es el quinto máximo goleador de la historia del fútbol húngaro, superado por Ferenc Puskás, Sándor Kocsis, Imre Schlosser y Lajos Tichy.
Poco después se marchó a vivir a Italia y se convirtió en entrenador. Empezó en el Bari y dos años después fichó por el Lucchese, aunque su etapa allí fue muy breve. Para la temporada 1951-52 fue contratado por la Juventus de Turín como el sustituto de Cherri Cacciotta, y aunque no pudo asumir el cargo hasta la undécima jornada, logró el título de liga con una actuación destacada de tres futbolistas daneses, entre ellos el máximo goleador John Hansen. El resto de su trayectoria la desarrolló en el Genoa, A. S. Roma, Bologna F. C. y Brescia Calcio. Se retiró en 1963 al frente del Lugano suizo y regresó a Italia para pasar el resto de su vida en Génova, donde falleció el 20 de junio de 1993 a los 80 años.
La revista World Soccer le situó en el puesto 87 de su clasificación de los 100 mejores futbolistas del siglo XX.

## Selección nacional
Fue internacional con la selección de fútbol de Hungría en 62 ocasiones y marcó 42 goles. Debutó el 21 de mayo de 1931, en un encuentro amistoso ante la selección de Yugoslavia que finalizó con marcador de 3-2 a favor de los yugoslavos.

### Participaciones en Copas del Mundo
| Mundial                        | Sede    | Resultado        | Partidos | Goles | Prom. |
| ------------------------------ | ------- | ---------------- | -------- | ----- | ----- |
| Copa Mundial de Fútbol de 1934 | Italia  | Cuartos de final | 2        | 4     | 2     |
| Copa Mundial de Fútbol de 1938 | Francia | Subcampeón       | 4        | 5     | 1.25  |

## Clubes

### Como futbolista
| Club              | País    | Año       |
| ----------------- | ------- | --------- |
| Ferencváros T. C. | Hungría | 1931-1948 |

### Como entrenador
| Club              | País   | Año       |
| ----------------- | ------ | --------- |
| A. S. Bari        | Italia | 1948-1950 |
| Lucchese Libertas | Italia | 1950-1951 |
| Juventus F. C.    | Italia | 1951-1953 |
| Genoa F. C.       | Italia | 1953-1955 |
| A. S. Roma        | Italia | 1955-1956 |
| Bologna F. C.     | Italia | 1957-1958 |
| A. S. Roma        | Italia | 1959      |
| Brescia Calcio    | Italia | 1960      |
| A. C. Lugano      | Suiza  | 1962-1963 |

## Estadísticas

### Clubes
| Club                      | Temporada     | Liga  | Liga  | Copas | Copas | Internacional | Internacional | Total | Total | Promedio |
| Club                      | Temporada     | Part. | Goles | Part. | Goles | Part.         | Goles         | Part. | Goles | Promedio |
| ------------------------- | ------------- | ----- | ----- | ----- | ----- | ------------- | ------------- | ----- | ----- | -------- |
| Ferencváros T.C · Hungría |               |       |       |       |       |               |               |       |       |          |
| 1930-31                   | 7             | 2     | 4     | 0     | -     | -             | 11            | 2     | 0.18  |          |
| 1931-32                   | 19            | 4     | 2     | 0     | -     | -             | 21            | 4     | 0.19  |          |
| 1932-33                   | 22            | 8     | 3     | 5     | 1     | 3             | 26            | 16    | 0.62  |          |
| 1933-34                   | 20            | 24    | 8     | 14    | 4     | 7             | 32            | 45    | 1.40  |          |
| 1934-35                   | 20            | 22    | 6     | 13    | 5     | 9             | 31            | 44    | 1.42  |          |
| 1935-36                   | 21            | 37    | 3     | 6     | 6     | 4             | 30            | 47    | 1.57  |          |
| 1936-37                   | 19            | 29    | 10    | 15    | 9     | 12            | 38            | 56    | 1.47  |          |
| 1937-38                   | 20            | 29    | 4     | 4     | 6     | 7             | 30            | 40    | 1.33  |          |
| 1938-39                   | 20            | 26    | 2     | 6     | 1     | 2             | 23            | 34    | 1.48  |          |
| 1939-40                   | 23            | 23    | 5     | 7     | 7     | 5             | 35            | 35    | 1.00  |          |
| 1940-41                   | 22            | 29    | 1     | 1     | 3     | 1             | 26            | 31    | 1.19  |          |
| 1941-42                   | 19            | 19    | 10    | 5     | -     | -             | 29            | 24    | 0.83  |          |
| 1942-43                   | 15            | 6     | 3     | 9     | -     | -             | 18            | 15    | 0.83  |          |
| 1943-44                   | 28            | 11    | 7     | 8     | -     | -             | 35            | 19    | 0.54  |          |
| 1944-45                   | 31            | 30    | 2     | 3     | -     | -             | 33            | 33    | 1.00  |          |
| 1945-46                   | 31            | 31    | 1     | 1     | -     | -             | 32            | 32    | 1.00  |          |
| 1946-47                   | 29            | 15    | 1     | 2     | -     | -             | 30            | 17    | 0.57  |          |
| 1947-48                   | 18            | 5     | -     | -     | -     | -             | 18            | 5     | 0.28  |          |
| Total club                | 384           | 350   | 67    | 104   | 42    | 50            | 483           | 504   | 1.04  |          |
| Total carrera             | Total carrera | 384   | 350   | 67    | 104   | 42            | 50            | 483   | 504   | 1.04     |

### Resumen estadístico
| Competición                    | Partidos | Goles | Promedio |
| ------------------------------ | -------- | ----- | -------- |
| Primera División               | 384      | 350   | 0.91     |
| Copas nacionales               | 67       | 104   | 1.55     |
| Copas internacionales          | 42       | 50    | 1.19     |
| Selección de fútbol de Hungría | 63       | 46    | 0.73     |
| Total                          | 556      | 550   | 0.99     |

## Palmarés

### Como futbolista

#### Campeonatos nacionales
| Título              | Club              | País    | Año     |
| ------------------- | ----------------- | ------- | ------- |
| Nemzeti Bajnokság I | Ferencváros T. C. | Hungría | 1931-32 |
| Copa de Hungría     | Ferencváros T. C. | Hungría | 1932-33 |
| Nemzeti Bajnokság I | Ferencváros T. C. | Hungría | 1933-34 |
| Nemzeti Bajnokság I | Ferencváros T. C. | Hungría | 1937-38 |
| Nemzeti Bajnokság I | Ferencváros T. C. | Hungría | 1939-40 |
| Nemzeti Bajnokság I | Ferencváros T. C. | Hungría | 1940-41 |
| Copa de Hungría     | Ferencváros T. C. | Hungría | 1941-42 |
| Copa de Hungría     | Ferencváros T. C. | Hungría | 1942-43 |
| Copa de Hungría     | Ferencváros T. C. | Hungría | 1943-44 |

#### Copas internacionales
| Título       | Club              | País    | Año  |
| ------------ | ----------------- | ------- | ---- |
| Copa Mitropa | Ferencváros T. C. | Hungría | 1937 |

### Como entrenador

#### Campeonatos nacionales
| Título  | Club           | País   | Año     |
| ------- | -------------- | ------ | ------- |
| Serie A | Juventus F. C. | Italia | 1951-52 |